# Comp Air
Comp Air Inc. ist ein amerikanischer Flugzeughersteller, der seine Flugzeuge als Bausätze verkauft. Der Firmensitz befand sich zunächst auf Merritt Island in Florida (USA). Später wurde die Firma in Comp Air Aviation umbenannt und verlegte ihren Firmensitz einige Kilometer weiter nach Titusville.
Die angebotenen Flugzeuge sind im Vergleich zu flugfertig montierten Exemplaren sehr preisgünstig. Das kleinste Modell wird ab ca. 32.000 US-Dollar (Preisliste 2008) angeboten. Hinzu kommen die Kosten für das Triebwerk und Optionen. Die Flugzeuge müssen, da keine allgemeine FAA-Lizenz vorliegt, einzeln registriert werden. Bisher trifft dies für mehr als fünfzig Exemplare zu.

## Flugzeugmodelle
- Comp Air 3
- Comp Air 4
- Comp Air 6
- Comp Air 7
- Comp Air 8
- Comp Air 9
- Comp Air 10
- Comp Air 11
- Comp Air 12
- Comp Air Jet